# Cal Santponç
Mas Samponç és una casa de Perafita (Lluçanès) inclosa a l'Inventari del Patrimoni Arquitectònic de Catalunya.

## Descripció
Construcció que originàriament tenia planta rectangular però que s'hi han afegit diverses construccions que amplien la casa per la part esquerra i per la part del darrere. Els murs són de pedres irregulars i poc morter, i les reformes es varen fer amb més morter i amb maó. La construcció té tres pisos perfectament definits en l'ordenació de la façana principal on les obertures estan envoltades de maó o de ciment. La porta principal és d'arc rebaixat mentre que la resta d'obertures són rectangulars. L'ampliació lateral té un porxo de tres arcs fet de maons.

## Història
El cos rectangular de la construcció va ser construït a finals del segle xviii segons es pot llegir entre dos carreus cantoners de la façana: "1783 M PADROS ME FECIT". El nom de Sampons li prové d'un altre mas proper anomenat Cal Sampons, del qual en queden pocs vestigis i on possiblement hi havia hagut una capella dedicada a Sant Pons.